# Iceland First Seen (Morris)
Iceland First Seen – wiersz angielskiego artysty, myśliciela, pisarza i poety Williama Morrisa. Utwór stanowi poetycki zapis wrażeń z podróży, którą poeta odbył na Islandię w 1871, w towarzystwie między innymi islandzkiego uczonego Eiríkra Magnússona. Utwór został napisany strofą siedmiowersową rymowaną ababacc, zbudowaną z długich wersów.

Or rather, O land, if a marvel it seemeth that men ever sought
Thy wastes for a field and a garden fulfilled of all wonder and doubt,
And feasted amidst of the winter when the fight of the year had been fought,
Whose plunder all gathered together was little to babble about;
Cry aloud from thy wastes, O thou land, "Not for this nor for that was I wrought.
Amid waning of realms and of riches and death of things worshipped and sure,
I abide here the spouse of a God, and I made and I make and endure.

Wiersz został włączony do tomu Poems by the Way, wydanego w 1891. Wersy są tak długie, że ze względów typograficznych strofa bywa zapisywana jako zwrotka czternastowersowa.